# Туран (мифология)
Туран — этрусская богиня любви и женской красоты, материнства, покровительница влюблённых; первоначально богиня плодородия как такового. Входит в пласт непосредственно этрусских по происхождению божеств. Приблизительно соответствует древнегреческой Афродите и древнеримской Венере. Её имя переводят как «хозяйка» или «дающая». В аллегорической скульптуре Туран иногда была представлена нагнувшейся над открывающимся коробом, что позволяет предполагать взаимосвязь Туран с древнегреческим сюжетом о ящике Пандоры.
Туран вместе с Уни и Менврой входила в тройку важнейших этрусских богинь. Её именем был назван июль (в латинской передаче traneus), в котором проводился главный праздник, посвященный богине. Вместе с этими богинями является одной из великих матерей этруссков. Несмотря на важную роль, которую играла Туран у этруссков, её имя не встречается ни на печени, ни в каких-либо текстах о толковании молний. Витрувий также пишет, что в этрусских городах её храм размещался за городом, «чтобы молодые люди и замужние женщины не приучались в городе к любовным соблазнам» (1.7.1).

## Изображение

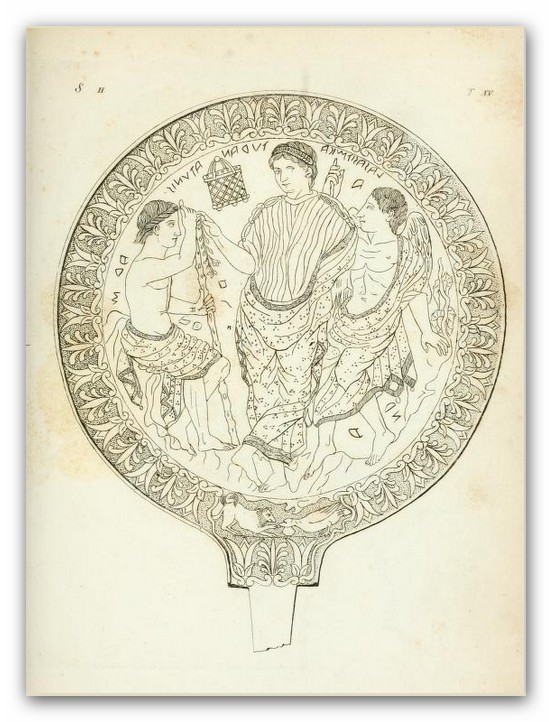
Туран (в центре), Атунис (слева) и Лаза (справа)

Изображалась в виде молодой прекрасной девушки, нарядно одетой и богато украшенной, — либо обнаженной; также и в виде матроны. На архаичных изображениях Туран предстает в образе крылатой женщины в богатом облачении. Атрибут — ветка или цветок (символы роста и расцвета), священные птицы — лебедь (её лебедь носил имя Тусна, что означает «лебедь Туран») и голубь, спутник — юный бог любви Атунис. Туран сопровождали Лазы, богиня невест Малависх, олицетворение юности Тална, бог чистой любви Аминту и бог страсти Свутаф (соответствующие Эроту и Потосу в свите Афродиты).
Туран — одна из самых часто изображаемых фигур на бронзовых зеркалах. Её легко узнать по надписям, богатой одежде замужней женщины или сосудам с благовониями и духами, которые она часто держит в руках. Начиная с IV века до н. э. Туран часто изображается одной на зеркалах или в мифических сюжетах. Так в IV—III веках до н. э. сюжет суда Париса, на котором Туран соревнуется в красоте с Менврой и Уни, стал невероятно популярным. В этом сюжете Туран предстает как богато наряженной и задрапированной в дорогие одежды, так и почти полностью обнаженной с дорогими украшениями.
Туран также изображалась обнаженной, выступая в роли покровительницы плодородия, размножения и любви. Часто её окружают лазы, крылатые фигуры.
На бронзовом зеркале около 500 года до н. э. Туран изображена с парой крыльев обутой в крылатые сандалии. Она предстает в виде культовой фигуры, к которой обращаются два куроса, сильно уступающих ей в росте.
На бронзовых зеркалах также встречается изображение Туран в виде матери с ребёнком на руках или в окружении нескольких её детей. Например, на зеркале из Больсены Туран изображена в виде богато украшенной и нарядно одетой женщины в окружении Менвры, Ларана и других богов, а также троих детей, тянущих к Туран руки. Богато одетая и нарядная блистательная Туран с большой семьей как бы является божественным примером для владелицы этого зеркала.
Туран также часто изображается на бронзовых зеркалах рядом с другим возлюбленным, Лараном, юным богом войны.
В Грависке были обнаружены ритуальные надписи в честь Туран, датированные серединой VI века до н. э. В этом поселении совместно с Туран почитался также Атунис, юный смертный возлюбленный богини, с которым её разлучила смерть.
С Туран была связана Тесан, богиня рассвета, которая также любила молодого смертного и часто изображалась крылатой. Обе богини покровительствовали влюбленным и матерям. Обе богини перестали изображаться крылатыми с IV века до н. э.